# Fjodor Chitruk
Fjodor Saveljevitj Chitruk (ryska: Фёдор Саве́льевич Хитру́к), född 1 maj 1917 i Tver, död 3 december 2012 i Moskva, var en av den ryska animationens mest inflytelserika animatörer och regissörer.
Chitruk verkade vid Sojuzmultfilm. Den första film han gjorde som regissör var Historien om ett brott (1962). Andra filmer från honom är Mannen i ramen (1966), Film film film (1968), Ön (1973) och Den unge Friedrich Engels (1970). Hans sista film var Lejonet och oxen (1983). 
Han utnämndes 1985 till Folkets artist i Sovjetunionen.